# Spontin
Spontin este o localitate din comuna Yvoir, în Valonia, Belgia. Până în 1977, Spontin era o comună separată, după această dată fiind înglobată în comuna Yvoir, teritoriul fiind organizat ca o secțiune a noii comune. De aceasta mai depind și localitățile Lonyebe și Sarazinne..

## Istorie
Localitatea a avut tangențe cu Războiul vacii.

## Cultură
În 1974, la Spontin a fost editată o lucrare științifică despre limba valonă, scrisă de Jean Germain.

## Industrie
În zonă există mai multe cariere de piatră:
- Li Grande Cårire (Cariera Mare)
- Cårire des Nûtons (Cariera Piticilor)
- Cårire do Bok (Cariera Țapului)
- Trô des Tchets (Gaura Pisicilor)
- Cariera Edouard Béchet (valonă Cårire di Ptit Garni, franceză Carrière Edouard Béchet)
- La Rochette /Li Rotchete
- Cårire des Mårteas (Cariera Ciocanelor)